# Numero di Harshad
Un numero di Harshad in una data base è un numero intero positivo divisibile per la somma delle proprie cifre.
La definizione dei numeri di Harshad è stata data dal matematico indiano Dattatreya Ramachandra Kaprekar. Il termine Harshad deriva dal sanscrito "harṣa" che significa "grande gioia". A volte ci si riferisce a questi numeri anche come numeri di Niven, in onore del matematico Ivan Morton Niven.

## Definizione matematica
Dato un intero positivo {\displaystyle X} che, espresso in base {\displaystyle n}, sia di {\displaystyle m} cifre {\displaystyle a_{i}} (con {\displaystyle i=0,1,\ldots ,m-1}) (si noti che {\displaystyle a_{i}} deve essere zero o un intero positivo inferiore a {\displaystyle n}), allora {\displaystyle X} può essere scritto come:
{\displaystyle X=\sum _{i=0}^{m-1}a_{i}n^{i}.}
Se esiste un intero {\displaystyle A} tale che valga la seguente uguaglianza, allora {\displaystyle X} è un numero di Harshad in base {\displaystyle n}:
{\displaystyle X=A\sum _{i=0}^{m-1}a_{i}.}

## Numeri di Harshad in base 10
I primi numeri di Harshad nella base 10 con più di una cifra sono (sequenza A005349 dell'OEIS):
10, 12, 18, 20, 21, 24, 27, 30, 36, 40, 42, 45, 48, 50, 54, 60, 63, 70, 72, 80, 81, 84, 90, 100, 102, 108, 110, 111, 112, 114, 117, 120, 126, 132, 133, 135, 140, 144, 150, 152, 153, 156, 162, 171, 180, 190, 192, 195, 198, 200, 201, 204. 

### Numeri di Harshad consecutivi
Helen Grundman ha dimostrato nel 1994 che, in base 10, non esistono sequenze di numeri di Harshad consecutivi di lunghezza pari o superiore a 21. Ha anche individuato la prima sequenza di 20 numeri consecutivi: si trova oltre {\displaystyle 10^{44363342786}}.

### Stima della quantità di numeri di Harshad
Sia {\displaystyle N(x)} la funzione che restituisce il numero di numeri di Harshad minori o uguali a {\displaystyle x}:
- Jean-Marie De Koninck e Nicolas Doyon hanno dimostrato che per qualsiasi {\displaystyle \varepsilon >0}: {\displaystyle x^{1-\varepsilon }\ll N(x)\ll {\frac {x\log \log x}{\log x}}}.

- De Koninck, Doyon e Kátai hanno poi dimostrato che, posto {\displaystyle c={\frac {14}{27}}\log 10\approx 1,1939}: {\displaystyle N(x)=(c+o(1)){\frac {x}{\log x}}}.

### Quali numeri possono o non possono essere numeri di Harshad?
- Ogni numero naturale con notazione {\displaystyle n\cdot 10^{i}}, dove {\displaystyle n} è una qualsiasi cifra compresa tra 1 e 9, e {\displaystyle i} è un qualsiasi intero maggiore o uguale a 0, è un numero di Harshad poiché la somma delle sue cifre è pari ad {\displaystyle n}.[1]

- Ogni numero naturale con notazione {\displaystyle nnn} è un numero di Harshad, infatti {\displaystyle nnn=n\cdot 10^{2}+n\cdot 10^{1}+n\cdot 10^{0}=n\cdot (100+10+1)=n\cdot 111=n\cdot (3\cdot 37)=(3\cdot n)\cdot 37}, per cui {\displaystyle nnn} è sicuramente divisibile per la somma delle sue cifre, ossia {\displaystyle 3n}.[2]

- Con procedimento analogo si può dimostrare che ogni numero naturale con notazione {\displaystyle n\ldots n} di lunghezza {\displaystyle l} uguale a una qualsiasi potenza naturale di 3, è un numero di Harshad, infatti si può sempre fattorizzare come {\displaystyle ln}.

- Tutti i fattoriali fino a {\displaystyle 431!} compreso sono numeri di Harshad. Il numero {\displaystyle 432!} è il primo a non esserlo. Invece lo sono altri fattoriali, ad esempio: {\displaystyle 444!,453!,458!,474!,476!,485!,489!,\ldots }

- Ogni numero naturale con notazione {\displaystyle 9R_{n}a_{n}}, dove {\displaystyle R_{n}} è il numero in base 10 formato da {\displaystyle n} ripetizioni della cifra 1, {\displaystyle n>0}, e {\displaystyle a_{n}} è un qualsiasi intero positivo minore di {\displaystyle 10^{n}} e multiplo di {\displaystyle n}, è un numero di Harshad.(R. D'Amico, 2019).[3]

## Numeri di Harshad in baseb
Un numero di Harshad in una generica base {\displaystyle b} viene definito un numero di {\displaystyle b}-Harshad (secondo la notazione di Grundman del 1994).
I numeri 1, 2, 4 e 6 sono gli unici numeri a essere numeri di Harshad in qualunque base siano espressi; per questa proprietà sono detti numeri di Harshad completi.

### Numeri di b-Harshad consecutivi
In notazione binaria, c'è un numero infinito di sequenze di 4 numeri di 2-Harshad; in notazione ternaria, c'è un numero infinito di sequenze di 6 numeri di 3-Harshad. Entrambe le dimostrazioni si devono a T. Cai che le pubblicò nel 1996.

### Che numeri possono o non possono essere numeri di b-Harshad?
- Ogni numero {\displaystyle n} inferiore alla base {\displaystyle b} è un numero di b-Harshad. Infatti essendo la sua notazione di una sola cifra, risulta evidentemente essere divisibile per sé stesso.

- Ogni numero {\displaystyle a} che sia una potenza intera di {\displaystyle b} (ossia {\displaystyle a=b^{n}}) è un numero di b-Harshad, poiché la sua notazione in base {\displaystyle b} è {\displaystyle 10,100,\ldots ,10\ldots 0} quindi la somma delle cifre di {\displaystyle a} è sempre uguale a 1 che è sicuramente un divisore di {\displaystyle a}.

- Un numero primo {\displaystyle p} è un numero di b-Harshad solamente se è inferiore o uguale alla base {\displaystyle b}. La prima regola esposta assicura la validità di questa regola per i casi {\displaystyle p<b}. La seconda regola esposta, per il caso {\displaystyle p=b} (nell'eventulità che {\displaystyle b} stesso sia primo). La validità per i casi rimanenti può essere dimostrata per assurdo, infatti se esistesse un numero primo {\displaystyle p}, superiore alla base {\displaystyle b} che fosse un numero di {\displaystyle b}-Harshad, allora la somma delle sue cifre (che è necessariamente inferiore a {\displaystyle p} e superiore all'unità) sarebbe un divisore di {\displaystyle p} che, tuttavia, essendo primo ammette come divisori unicamente {\displaystyle p} e l'unità.

## Numeri Harshad-morfici
Un numero intero {\displaystyle t} si dice Harshad-morfico (o Niven-morfico) se, per una data base {\displaystyle b}, è possibile trovare un numero di {\displaystyle b}-Harshad {\displaystyle n}, tale che la somma delle sue cifre sia uguale a {\displaystyle t}, e {\displaystyle t} sia la parte terminale della notazione di {\displaystyle n} scritto nella stessa base {\displaystyle b}.
Ad esempio, 18 è Harshad-morfico in base 10, poiché:
- 16218 ha 18 come somma delle cifre;
- 18 è un divisore di 16218 (quindi 16218 è un numero di Harshad);
- 18 è la parte finale di 16218.

Sandro Boscaro ha dimostrato che in base 10 tutti i numeri interi sono Harshad-morfici tranne 11.